# جان اروزکو
جان اروزکو (به انگلیسی: John Orozco) ژیمناست زادهٔ ۳۰ دسامبر ۱۹۹۲ میلادی اهل کشور ایالات متحده آمریکا است.